# Sheila & B. Devotion
Sheila & B. Devotion, även kallade Sheila B. Devotion och S.B. Devotion, var en fransk disocgrupp, verksam 1977-1980.

## Historik
Den franska sångerskan Sheila inledde i juni 1977 ett samarbete med trion Black Devotion, som bestod av de afro-amerikanska dansarna Arthur Wilkins, Freddy Stracham och Dany MacFarlane. Låten Love me baby skickades till ett flertal radiostationer under signaturen S.B. Sedan det upptäckts att sången sjöngs av Sheila bytte gruppen namn till Sheila B. Devotion. 
Gruppen följde upp med Singin' in the rain. Detta var ursprungligen en låt från 1929 som blivit känd från en film 1952 och nu fick discotappning. Denna version gjorde stor succé och såldes i mer än fyra miljoner exemplar. Låten fick även utgöra titel på gruppens första album, där samtliga låtar framfördes på engelska.
I don't need a doctor och Hôtel de la plage skulle sedan bli soundtrack till filmen L'Hôtel de la plague från 1978, med manus och regi av Michel Lang.
1978 toppade gruppen listorna i många europeiska länder med You light my fire. Den följdes upp av Seven lonely days (vilken var en äldre låt som i Sverige tidigare översatts till Sju ensamma kvällar). Gruppen åkte sedan till USA för att inleda ett samarbete med Bernard Edwards och Nile Rodgers, vilket 1979 renderade i singlen Spacer, som sålde i fem miljoner exemplar och 1980 blev inledande låt på gruppens andra och sista album King of the World.
I slutet av 1980 avslutade Sheila samarbetet med B. Devotion.

## Diskografi

### Sheila B. Devotion
- Love me baby (Mike Wickfield, Paul Racer, Pamela Forest, Copperman) 1977 (Carrere 49.288)
- Singin' in the rain (Arthur Freed, Nacio Herb Brown) 1977 (Carrere 49.313) (UK #11)
- I don't need a doctor (Copperman, Mike Wickfield, Pamela Forest, Paul Racer) 1977 (Carrere maxi single)
- Hôtel de la plague (Carlene MacLinen, Mort Shuman, Paul Racer) 1978 (Carrere 49.337)
- You light my fire (Mike Wickfield, Pamela Forest, Paul Racer) 1978 (Carrere 49.393) (UK #44)
- Seven lonely days (Earl Shuman, Marshall Brown) 1979 (Carrere 49.473)

### S.B. Devotion
- No, no, no, no (Franck Ivy, Paul Racer, Phil Honeyman) 1979 (Carrere 49.513)

### Sheila & B. Devotion
- Spacer (Bernard Edwards, Nile Rodgers) 1979 (Carrere 49.553) (UK #18)
- King of the world (Bernard Edwards, Nile Rodgers) 1980 (Carrere 49.573)